# مردم قزاق

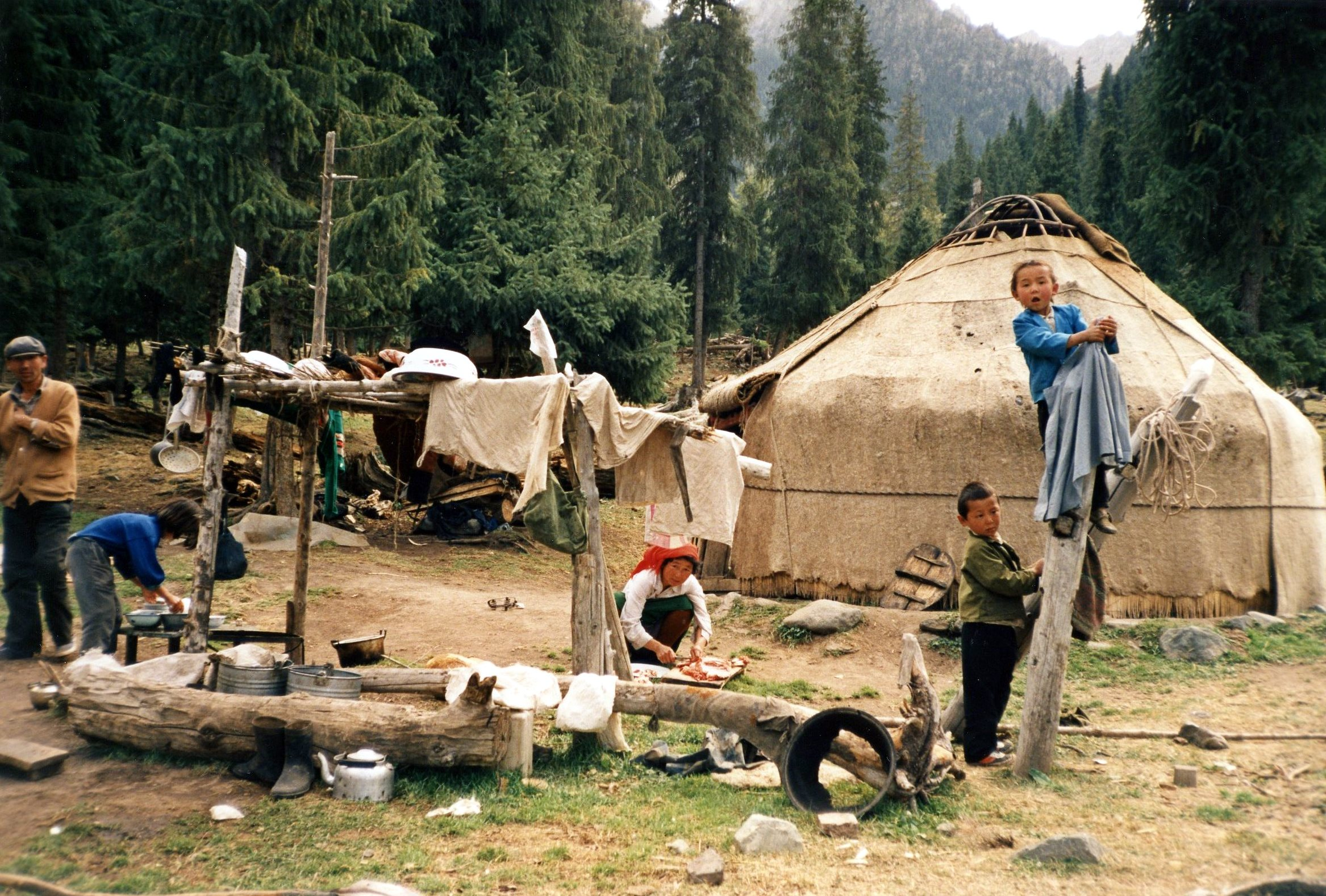
قزاق‌های کوچ‌نشین در سین کیانگ چین

قزاق‌ها (به قزاقی:Қазақтар، به روسی: Казахи)، یکی از اقوام ترک ساکن شمال آسیای میانه هستند که به زبان قزاقی صحبت می‌کنند و بیشتر آن‌ها در جمهوری قزاقستان ساکن هستند.
بیشتر قزاق‌ها مسلمان و اهل سنت (حنفی مذهب) هستند. اسلام در حدود قرن هشتم میلادی میان قزاق‌ها انتشار یافت. قزاق‌ها علاوه بر قزاقستان در روسیه، ازبکستان، چین، قرقیزستان، ترکمنستان، ترکیه، ایران، فرانسه، آلمان، هلند، کانادا، آمریکا و افغانستان نیز زندگی می‌کنند.
جمعیت قزاق‌های ایران بیش از ۵٬۰۰۰ نفر است که در شهرهای گرگان، بندر ترکمن و گنبد کاووس زندگی می‌کنند. بیشتر آن‌ها در اوایل قرن بیستم از قزاقستان شوروی به ایران مهاجرت کردند.
در زبان روسی قزاق‌ها را کازاخ می‌گویند که از لحاظ ریشه لغوی هیچ ارتباطی به کازاک/کُساک‌های اوکراینی (که نام خود به قوای قزاق دادند) ندارد.

## تاریخ، جوز و طوائف
با وجود این‌که امروزه در جامعهٔ قزاقستان، در مراودتات حکومتی و تجارتی، طائفه‌گرایی نقش کمرنگ‌تر و کمرنگ‌تری دارد، اما بر حسب سنت، مردم قزاق هنوز از هم‌دیگر در مورد تعلق طائفه‌ای از هم می پرسند. هویت واحد ملی مردم قزاق، برای اولین بار پس از اتحاد طوائف مختلف ترک‌زبان کوچ‌نشین دامپرور در دشت قبچاق تحت لواء خانات قزاق در قرن ۱۵ میلادی به وجود آمد.این حکومت واحد کمابیش تا زمان تصرف قزاقستان به دست روسیه تزاری پا بر جا ماند.
در طول سال‌ها، با افزایش اختلافات سیاسی درونی در خانات قزاق، تضعیف حکومت واحد در پی جنگ‌های بین خانات قزاق و مغولان خانات جونغار در قرن ۱۷، و افزایش نفوذ استعماری روسیه تزای، تقسیم‌بندی‌های درونی مردم قزاق پررنگ‌تز شد. طوائف قزاق، بر حسب موقعیت جغرافیایی و وفاداری سیاسی، به سه «جوز»  تقسیم شدند.
واژهٔ «جوز» (به قزاقی:‌ жүз، ءجوز) اشاره به سه تقسیمات ملت قزاق دارد، تقسیماتی که طوائف مختلف قزاق را شامل شده و تقریبا از نظر جغرافیایی با اراضی کشور قزاقستان امروزی یکی است. گفته می شود واژهٔ «جوز» از همان واژهٔ ترکی-قزاقی برای عدد صد می‌آید. اما برخی محققان تاریخ‌شناس بر این باورند که این واژه از واژهٔ عربی‌ «جزء» می‌آید. مردم قزاق متشکل از سه جوز زیر می باشند:
- جوز بزرگ (به قزاقی: Ұлы Жүз، ۇلى ءجوز): شامل اراضی در جنوب و جنوب‌شرق قزاقستان، شمال‌غرب چین سین‌کیانگ، و بخش‌هایی از ازبکستان
- جوز میانی (به قزاقی: Орта Жүз، ورتا ءجوز): شامل شش طائفه، و در بر گیرندهٔ اراضی شمالی، مرکزی، و شرقی قزاقستان.
- جوز کوچک (به قزاقی: Кіші Жүз، كىشى ءجوز): شامل سه طائقه، و در بر گیرندهٔ غرب قزاقستان، منجمله سواحل شمال‌شرقی دریای خزر و بخشهایی از روسیه (استان اورنبورگ)

در طول قرن‌های ۱۹ و ۲۰ میلادی، محققان تلاش‌های متعددی برای شناساییتعلق و مرزبندی بین طوائف مختلف هر جوز کرده‌اند، اما هر محققی به نتیجه‌ای متفاوت دست یافته است. جدول زیر نشان‌دهندهٔ موردقبول‌ترین لیست این طوائف می باشد:
- جوز بزرگ
  - ساری‌اویسون (به قزاقی: сарыүйсін، سارىءۇيسىن);
  - چاپیراشتی (به قزاقی: шапырашты، شاپىراشتى);
  - اوشاقتی (به قزاقی: ошақты، وشاقتى);
  - ایستی (به قزاقی: ысты، ىستى);
  - آلبان (به قزاقی: албан، البان);
  - سوآن (به قزاقی: суан، سۋان);
  - دوغلات (به قزاقی: дулат، دۋلات);
  - سیرگه‌لی (به قزاقی: сіргелі، سىرگەلى);
  - قنگلی (به قزاقی: қаңлы، قاڭلى);
  - جلایر (به قزاقی: жалайыр، جالايىر);
  - سنچقی‌لی (به قزاقی: шанышқылы، شانىشقىلى).

- جوز میانی
  - آرغین (به قزاقی: арғын، ارعىن);
  - نایمان (به قزاقی: найман، نايمان);
  - قبچاق (به قزاقی: қыпшақ، قىپشاق);
  - قُنقرات (به قزاقی: қоңырат، قوڭىرات);
  - کرئی (به قزاقی: керей، كەرەي);
  - واق (به قزاقی: уақ، ۋاق).

- جوز کوچک
  - بای‌اوغلی (به قزاقی: байұлы، بايۇلى);
  - عالم‌اوغلی (به قزاقی: әлімұлы، ءالىمۇلى);
  - جتی‌روق (به قزاقی: жетіру، جەتىرۋ).

هر طائفه خود نیز به تیره‌ها و ایلات ریزتری تقسیم می شود.

## ژنتیک
یکی از مطالعات ژنتیکی بر روی میتوکندری دی‌ان‌ای قزاق‌ها که نسب مادری را نشان می‌دهد، از شیوع هاپلوگروپ‌های رایج در اروپای غربی (۵۵٪) و اروپای شرقی (۴۱٪) در این مردم حکایت داشته و همچنین تنوع ژنتیکی بالایی در بین این مردم مشاهده شده‌است. بر اساس یک تحقیق دیگر بر روی میتوکندری دی‌ان‌ای بیش از ۶۴ درصد قزاق‌های به هاپلوگروپ‌های شایع در آسیا و ۳۵ درصد به هاپلوگروپ‌های شایع در اروپای غربی تعلق دارند. نسب U7 که در ایران و مدیترانه شرقی معمول است و نسب‌های آسیای شرقی هم در تعداد قابل توجهی از قزاق‌ها دیده شده‌است. تحقیق بر روی کروموزوم ایگرگ که نسب پدری مردان را نشان می‌دهد هم شیوع هاپلوگروپ‌هایی را نشان داده که در میان مغول‌ها هم شیوع دارند. این تنوع نشان می‌دهد که گروه‌های قومی مختلف از جمله قبایل مغولی، مردمان ترک‌زبان سیبری و آلتایی، اقوام هندوایرانی خاورمیانه و اسلاوهای اروپای شرقی در سطوح مختلف در تشکیل قزاق‌های امروزین مشارکت داشته‌اند.